# Palais des glaces
Palais des glaces (česky Skleněný palác) je divadelní a koncertní sál v Paříži. Nachází se v ulici Rue du Faubourg-du-Temple č. 37 v 10. obvodu. Budova byla postavena v roce 1876 a má dva sály. Hlavní s orchestřištěm a balkonem má 482 míst, druhý je mnohem menší.